# سيموني ميسيرولي
سيموني ميسيرولي (بالإيطالية: Simone Missiroli)‏ (23 مايو 1986 بريدجو كالابريا في إيطاليا - ) هو لاعب كرة قدم إيطالي في مركز الوسط. شارك مع منتخب إيطاليا تحت 20 سنة لكرة القدم. أما مع النوادي، فقد لعب مع نادي تريفيزو ونادي ريجينا ونادي ساسولو ونادي كالياري.

## روابط خارجية
- سيموني ميسيرولي على موقع قاعدة بيانات كرة القدم.إي يو (الإنجليزية)
- سيموني ميسيرولي على موقع Soccerbase.com (لاعب) (الإنجليزية)
- سيموني ميسيرولي على موقع Soccerway.com (الإنجليزية)
- سيموني ميسيرولي على موقع عالم كرة القدم.نت (الإنجليزية)
- سيموني ميسيرولي على موقع AS.com (الإسبانية)